# سوزان رينو
سوزان رينو (بالفرنسية: Suzanne Renaud)‏ هي كاتِبة ومترجمة وشاعرة فرنسية، ولدت في 30 سبتمبر 1889 في ليون في فرنسا، وتوفيت في 21 يناير 1964 في هافليتشكوف برود في التشيك.